# Fez (czapka)

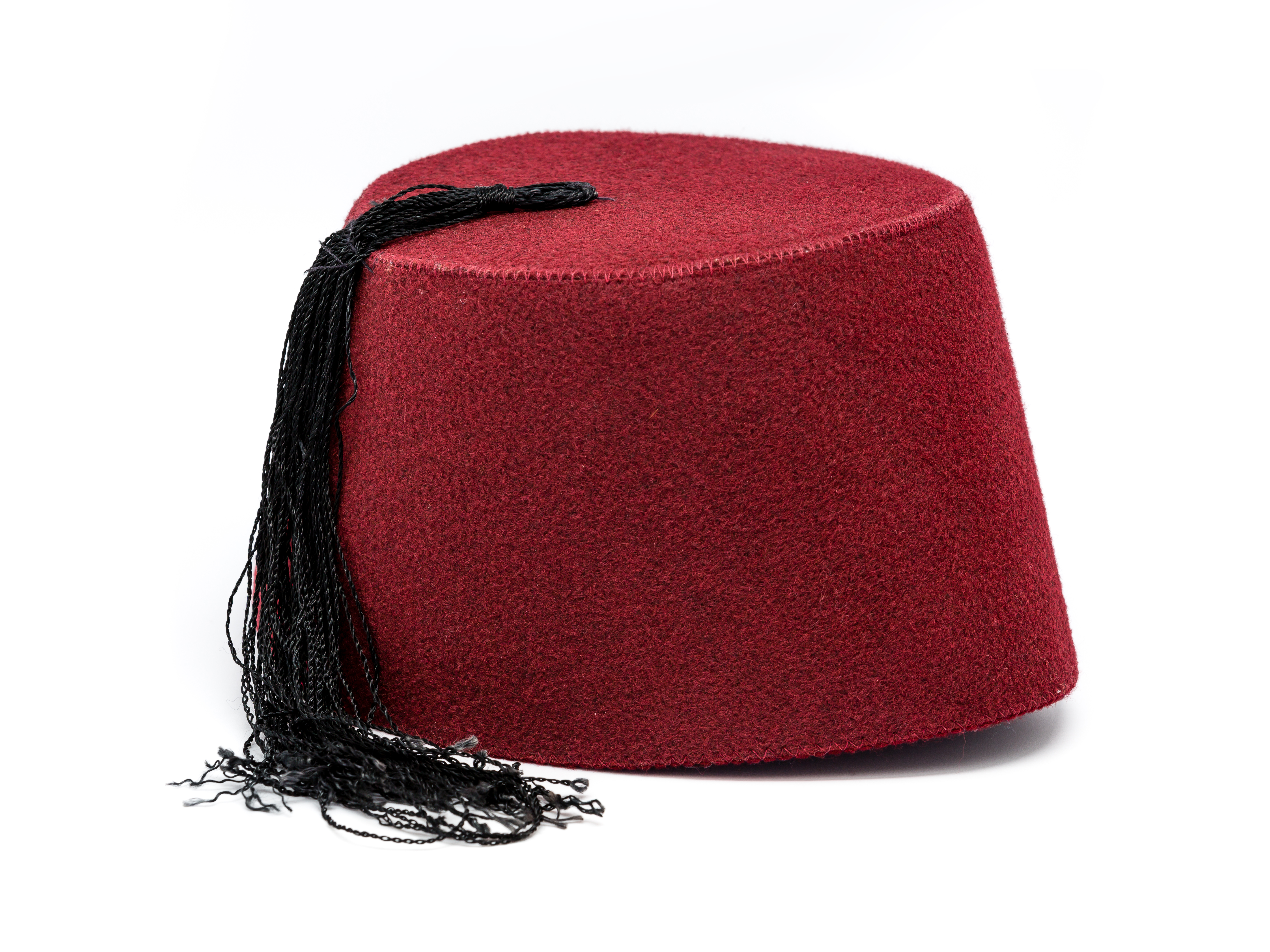
Fez

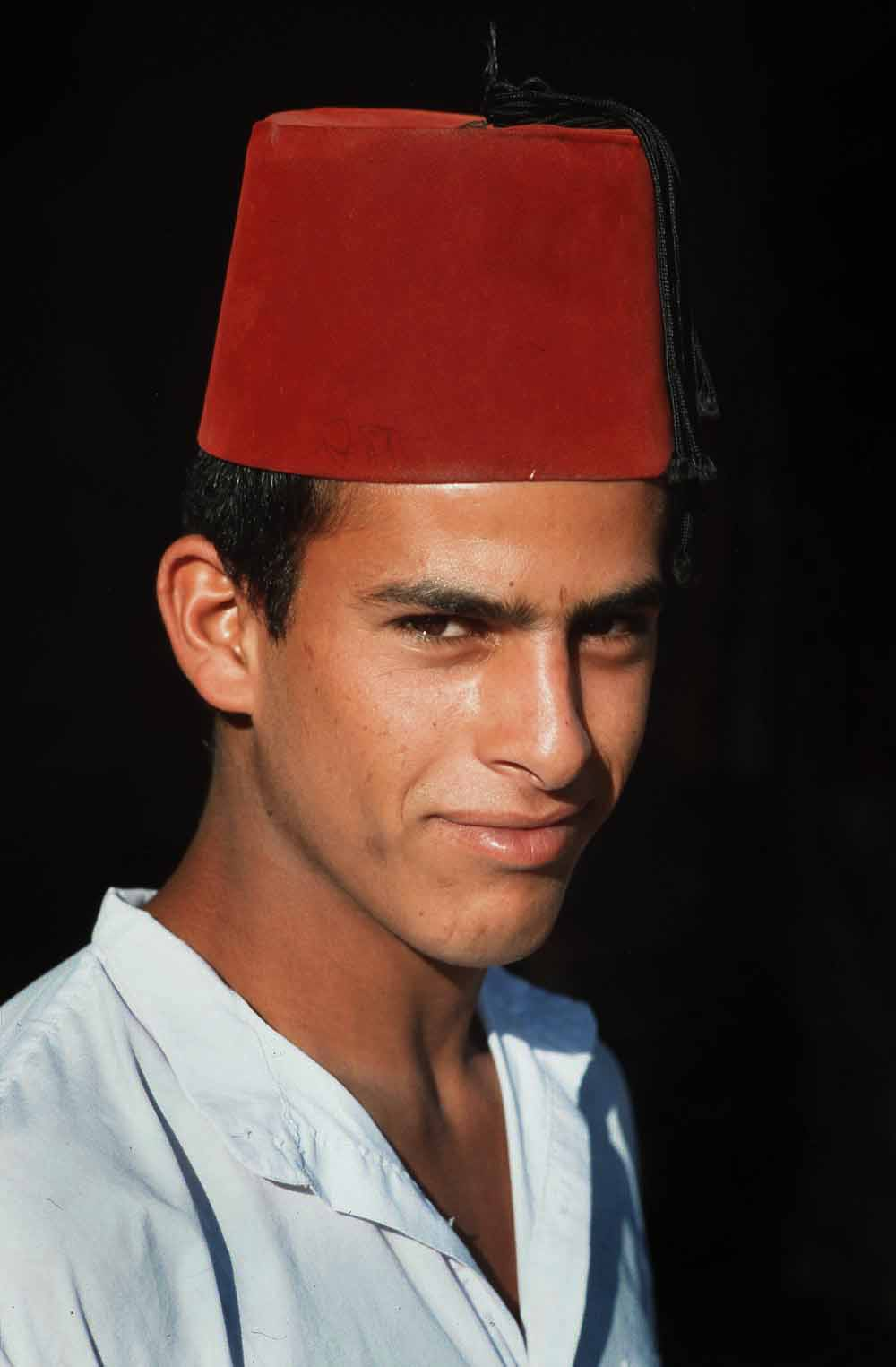
Młody Beduin w fezie

Fez (arab. طربوش – tarbusz lub szaszijja) – nakrycie głowy w kształcie ściętego stożka, zazwyczaj wykonane z bordowego filcu i ozdobione czarnym frędzlem. Występują jego odmiany w innych barwach i nieco zmodyfikowanych kształtach. Noszą je mężczyźni głównie w krajach muzułmańskich: poza Bliskim i Środkowym Wschodem, w Pakistanie, Sri Lance, Indonezji i Malezji. Nazwa stosowana w języku polskim pochodzi od marokańskiego miasta Fez, gdzie produkowano je co najmniej od XVIII wieku. W polszczyźnie spotykane jest też określenie fezu jako tureckiej czapeczki.
Fez kojarzony jest głównie z Imperium Osmańskim, gdzie został wprowadzony urzędowo przez sułtana Mahmuda II w związku z europeizacją ubioru. Wprowadzenie nakrycia głowy z daszkiem lub rondem byłoby w kraju muzułmańskim niepraktyczne przy wykonywaniu prostracji (sadżda) podczas modlitwy. Nakrycia głowy o kształcie podobnym do fezu były znane jednak już wcześniej w Grecji oraz wśród Słowian na Bałkanach. W Turcji fezy przyjęły się przede wszystkim w wojsku i administracji państwowej. Z początku noszono je niechętnie, z czasem stały się symbolem dostojeństwa. Świadczy o tym np. arabski zwrot używany w dialekcie syryjskim alajja tarbusz („mam głowę nie od parady”). W języku tureckim wyrażenie şapka giymek („wkładać kapelusz”), oznacza mniej więcej to samo, co polskie „stroić się w cudze piórka”. W 1925 noszenia fezów zakazał w Turcji prezydent Kemal Atatürk w ramach zrywania z osmańską przeszłością i ku znacznemu niezadowoleniu ludności. Od tego czasu fez nie jest częścią tureckiej odzieży męskiej.
Czarny fez pozbawiony usztywnienia stanowił element umundurowania milicji w faszystowskich Włoszech. Do dziś fez, podobny w kształcie, lecz koloru czerwonego z granatowym frędzlem, stanowi jedno z nakryć głowy w formacji Bersalierów.